# Clematis elisabethae-carolae
Clematis elisabethae-carolae là một loài thực vật có hoa trong họ Mao lương. Loài này được Greuter mô tả khoa học đầu tiên năm 1965.